# McAllaster (Kansas)
McAllaster ist eine Unincorporated Community im Logan County Kansas, in den Vereinigten Staaten.

## Geschichte
McAllaster wurde 1887 vermessen.
Das Postamt in McAllaster wurde 1953 geschlossen.

## Nachweise
1. ↑  Logan County. In: Blue Skyways. Kansas State Library, abgerufen am 13. Juni 2014.
2. ↑  McAllaster. Discover Oakley, archiviert vom Original am 25. Mai 2014; abgerufen am 13. Juni 2014.
3. ↑  Kansas Post Offices, 1828-1961 (archived). Kansas Historical Society, archiviert vom Original am 9. Oktober 2013; abgerufen am 13. Juni 2014.